# Echowave
echowave는 대한민국의 래퍼다. 2022년 EP 《ECHOWAVE》로 데뷔했다.

## 방송
- 수퍼비의 랩 학원 (2019) - Top24

## 음반
- ECHOWAVE (2022)